# مسجد جامع گلبرگه

## مقدمه
مسجد جامع گلبرگه یکی از بناهای شاخص در دوران سلاطین بهمنی است که نمایانگر تلفیق معماری ایرانی و هندی است. این مسجد به عنوان یک نمونه برجسته از تأثیرات فرهنگی و معماری ایران در دکن شناخته می‌شود و یکی از آثار مهم تاریخی در منطقه حیدرآباد دکن است. این منطقه در طول تاریخ، بخصوص در دوران سلطنت بهمنی، محل تعاملات فرهنگی و هنری ایران و هند بوده است.

## تاریخ
در قرن هشتم هجری شمسی، دودمان بهمنی در فلات دکن تأسیس شد. این دودمان که به‌طور مستقیم ریشه ایرانی داشت، توسط ظفر خان حسن گنگو، که اصالتاً ایرانی بود، بنیان‌گذاری شد. پس از تثبیت قدرت خود، ظفر خان استقلال خود را اعلام کرد و به‌عنوان اولین پادشاه سلسله بهمنی در دکن به حکومت پرداخت. پایتخت این سلسله ابتدا در گلبرگه قرار گرفت و در این دوران، مهاجرت گسترده معماران، دانشمندان و صنعتگران ایرانی به دکن باعث رونق فرهنگی و هنری منطقه شد.

## ویژگی های معماری
مسجد جامع گلبرگه دارای ویژگی‌های منحصر به فردی است که آن را از سایر مساجد اسلامی متمایز می‌کند. این مسجد نمونه‌ای از ترکیب معماری ایرانی و هندی است و یکی از خاص‌ترین ویژگی‌های آن، عدم وجود حیاط باز است که آن را به یاد برخی نمونه‌های معماری تغلقیان در دهلی می‌اندازد. علاوه بر این، طراحی مسجد تحت تأثیر اقلیم گرم دکن و شرایط خاص منطقه بوده و در هیچ مکان دیگری از دکن تکرار نشده است. گنبدها و طاق‌های مسجد، با استفاده از مصالح گرانیت و ساروج، نمایانگر تأثیرات معماری ایرانی هستند. به‌ویژه، وجود تزئینات هنری با رویکرد شیعی، مانند درج نام پنج تن آل عبا در بالای محراب، نشان‌دهنده تأثیرات فرهنگ و مذهب شیعه در این دوره است.

## سازه
مسجد جامع گلبرگه دارای ۲۵۰ طاق و پنج گنبد بزرگ است که طراحی آن به‌طور ویژه تحت تأثیر معماری ایرانی است. گنبدهای نیم‌کروی آن، به‌ویژه گنبدهای کوچک، نشانه‌های برجسته‌ای از تأثیر معماری ایرانی را در خود دارند. این مسجد در داخل دژ مستحکم گلبرگه ساخته شده و دیوارهای دفاعی و خندق‌های آن نیز با الهام از قلعه‌های کوهستانی ایران طراحی شده است. علاوه بر این، مسجد گلبرگه، مشابه سایر بناهای هم‌دوره خود در دکن، تأثیرات ایرانی را در ساختار و طراحی خود به نمایش گذاشته است.